# طور الشرف (طور الباحة)

تعديل مصدري - تعديل

طور الشرف هي إحدى قرى عزلة طور الباحة بمديرية طور الباحة التابعة لمحافظة لحج، بلغ تعداد سكانها 65 نسمة حسب تعداد اليمن لعام 2004.